# Siegfried Taubert
Siegfried Taubert (ur. 11 grudnia 1880 na Pomorzu, zm. 13 lutego 1946) – niemiecki wojskowy (major), funkcjonariusz SS, komendant szkoły wyższych dowódców SS na zamku w Wewelsburgu i jednocześnie kierownik organizacji Vineta podczas II wojny światowej.
Służył w armii niemieckiej. W 1901 r. awansował do stopnia porucznika. Od 1907 r. służył w 57 Pułku Piechoty. W 1911 r. objął dowództwo baterii 38 Pułku Artylerii Polowej. W lipcu 1914 r. przeszedł oficerski kurs sztabowy, po czym skierowano go na krótko do sztabu generalnego. Brał udział w I wojnie światowej. W sierpniu tego roku został dowódcą II Batalionu 57 Pułku Piechoty. We wrześniu został ranny. Po wyleczeniu w 1915 r., dostał przydział do oddziału I-C w 6 Etapie Inspekcyjnym w Valenciennes. Od 1917 r. służył w sztabie 14 Armii. We wrześniu 1918 r. w stopniu majora objął dowództwo 8 Batalionu Szturmowego. Pod koniec listopada tego roku został adiutantem w sztabie 17 Armii. Od końca grudnia służył we Freiwilligen Landesjägerkorps. Pod koniec lutego 1919 r. zakończył służbę wojskową. W kwietniu 1933 r. wstąpił do SS. Do grudnia tego roku był dowódcą Grupy "Wschód" SS. Do końca października 1935 r. był oficerem sztabowym Oberabschnitt "Ost" SS. Następnie wszedł w skład sztabu służby bezpieczeństwa SS. Pod koniec stycznia 1938 r. mianowano go komendantem zamku w Wewelsburgu, gdzie mieściła się szkoła wyższych oficerów SS. Na pocz. stycznia 1941 r. stanął jednocześnie na czele organizacji propagandowej Vineta. Doszedł do stopnia SS-Obergruppenführera i Generała Waffen-SS. Po zakończeniu wojny przebywał w niewoli amerykańskiej.